# Masters de Canadá 1995

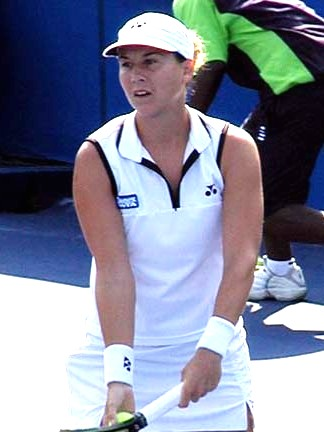
Monica Seles, campeona individual del Masters de Canadá 1995 (fotografía de 2001)

El Abierto de Canadá 1995 fue un torneo de tenis jugado sobre pista dura. Fue la edición número 106 de este torneo. El torneo masculino formó parte de los Super 9 en la ATP. La versión masculina se celebró entre el 24 de julio y el 31 de julio de 1995.

## Campeones

### Individuales masculinos
Andre Agassi vence a  Pete Sampras, 3–6, 6–2, 6–3.

### Dobles masculinos
Yevgeny Kafelnikov /  Andrei Olhovskiy vencen a  Brian MacPhie /  Sandon Stolle, 6–4, 6–4.

### Individuales femeninos
Monica Seles vence a  Amanda Coetzer,  6–0, 6–1.

### Dobles femeninos
Brenda Schultz-McCarthy /  Gabriela Sabatini vencen a  Martina Hingis /  Iva Majoli, 4–6, 6–0, 6–3.